# Мавпяча тема
Мавпяча те́ма — тема в шаховій композиції. Суть теми — наслідування геометричних маневрів, ходів, тактичних мотивів супротивниками.

## Історія
Вперше ідею втілив в задачі у 1911 році Д. Вуд.
В задачі одна сторона (білі або чорні) роблять певні ходи, інша сторона їх повторює, або повторює стратегічні мотиви, щось на зразок мавпячого наслідування.
Від наслідування дій фігур суперників походить назва ідеї — мавпяча тема. Вона була запропонована у розділі багатоходових задач на міжнародному командному чемпіонаті з шахової композиції — III WCCT.
|   | a | b | c | d | e | f | g | h |   |
| 8 | f8 білий слон · c7 чорний пішак · f7 чорний пішак · h7 білий король · c6 чорний король · d6 чорний пішак · f6 білий пішак · b5 біла тура · d5 чорний пішак · f5 білий слон · a4 білий пішак · d4 чорний пішак · h4 чорний слон · d3 білий пішак · h3 білий пішак · c2 чорний ферзь · e2 білий пішак · b1 чорний слон · c1 біла тура · f1 білий ферзь | f8 білий слон · c7 чорний пішак · f7 чорний пішак · h7 білий король · c6 чорний король · d6 чорний пішак · f6 білий пішак · b5 біла тура · d5 чорний пішак · f5 білий слон · a4 білий пішак · d4 чорний пішак · h4 чорний слон · d3 білий пішак · h3 білий пішак · c2 чорний ферзь · e2 білий пішак · b1 чорний слон · c1 біла тура · f1 білий ферзь | f8 білий слон · c7 чорний пішак · f7 чорний пішак · h7 білий король · c6 чорний король · d6 чорний пішак · f6 білий пішак · b5 біла тура · d5 чорний пішак · f5 білий слон · a4 білий пішак · d4 чорний пішак · h4 чорний слон · d3 білий пішак · h3 білий пішак · c2 чорний ферзь · e2 білий пішак · b1 чорний слон · c1 біла тура · f1 білий ферзь | f8 білий слон · c7 чорний пішак · f7 чорний пішак · h7 білий король · c6 чорний король · d6 чорний пішак · f6 білий пішак · b5 біла тура · d5 чорний пішак · f5 білий слон · a4 білий пішак · d4 чорний пішак · h4 чорний слон · d3 білий пішак · h3 білий пішак · c2 чорний ферзь · e2 білий пішак · b1 чорний слон · c1 біла тура · f1 білий ферзь | f8 білий слон · c7 чорний пішак · f7 чорний пішак · h7 білий король · c6 чорний король · d6 чорний пішак · f6 білий пішак · b5 біла тура · d5 чорний пішак · f5 білий слон · a4 білий пішак · d4 чорний пішак · h4 чорний слон · d3 білий пішак · h3 білий пішак · c2 чорний ферзь · e2 білий пішак · b1 чорний слон · c1 біла тура · f1 білий ферзь | f8 білий слон · c7 чорний пішак · f7 чорний пішак · h7 білий король · c6 чорний король · d6 чорний пішак · f6 білий пішак · b5 біла тура · d5 чорний пішак · f5 білий слон · a4 білий пішак · d4 чорний пішак · h4 чорний слон · d3 білий пішак · h3 білий пішак · c2 чорний ферзь · e2 білий пішак · b1 чорний слон · c1 біла тура · f1 білий ферзь | f8 білий слон · c7 чорний пішак · f7 чорний пішак · h7 білий король · c6 чорний король · d6 чорний пішак · f6 білий пішак · b5 біла тура · d5 чорний пішак · f5 білий слон · a4 білий пішак · d4 чорний пішак · h4 чорний слон · d3 білий пішак · h3 білий пішак · c2 чорний ферзь · e2 білий пішак · b1 чорний слон · c1 біла тура · f1 білий ферзь | f8 білий слон · c7 чорний пішак · f7 чорний пішак · h7 білий король · c6 чорний король · d6 чорний пішак · f6 білий пішак · b5 біла тура · d5 чорний пішак · f5 білий слон · a4 білий пішак · d4 чорний пішак · h4 чорний слон · d3 білий пішак · h3 білий пішак · c2 чорний ферзь · e2 білий пішак · b1 чорний слон · c1 біла тура · f1 білий ферзь | 8 |
| 7 | f8 білий слон · c7 чорний пішак · f7 чорний пішак · h7 білий король · c6 чорний король · d6 чорний пішак · f6 білий пішак · b5 біла тура · d5 чорний пішак · f5 білий слон · a4 білий пішак · d4 чорний пішак · h4 чорний слон · d3 білий пішак · h3 білий пішак · c2 чорний ферзь · e2 білий пішак · b1 чорний слон · c1 біла тура · f1 білий ферзь | f8 білий слон · c7 чорний пішак · f7 чорний пішак · h7 білий король · c6 чорний король · d6 чорний пішак · f6 білий пішак · b5 біла тура · d5 чорний пішак · f5 білий слон · a4 білий пішак · d4 чорний пішак · h4 чорний слон · d3 білий пішак · h3 білий пішак · c2 чорний ферзь · e2 білий пішак · b1 чорний слон · c1 біла тура · f1 білий ферзь | f8 білий слон · c7 чорний пішак · f7 чорний пішак · h7 білий король · c6 чорний король · d6 чорний пішак · f6 білий пішак · b5 біла тура · d5 чорний пішак · f5 білий слон · a4 білий пішак · d4 чорний пішак · h4 чорний слон · d3 білий пішак · h3 білий пішак · c2 чорний ферзь · e2 білий пішак · b1 чорний слон · c1 біла тура · f1 білий ферзь | f8 білий слон · c7 чорний пішак · f7 чорний пішак · h7 білий король · c6 чорний король · d6 чорний пішак · f6 білий пішак · b5 біла тура · d5 чорний пішак · f5 білий слон · a4 білий пішак · d4 чорний пішак · h4 чорний слон · d3 білий пішак · h3 білий пішак · c2 чорний ферзь · e2 білий пішак · b1 чорний слон · c1 біла тура · f1 білий ферзь | f8 білий слон · c7 чорний пішак · f7 чорний пішак · h7 білий король · c6 чорний король · d6 чорний пішак · f6 білий пішак · b5 біла тура · d5 чорний пішак · f5 білий слон · a4 білий пішак · d4 чорний пішак · h4 чорний слон · d3 білий пішак · h3 білий пішак · c2 чорний ферзь · e2 білий пішак · b1 чорний слон · c1 біла тура · f1 білий ферзь | f8 білий слон · c7 чорний пішак · f7 чорний пішак · h7 білий король · c6 чорний король · d6 чорний пішак · f6 білий пішак · b5 біла тура · d5 чорний пішак · f5 білий слон · a4 білий пішак · d4 чорний пішак · h4 чорний слон · d3 білий пішак · h3 білий пішак · c2 чорний ферзь · e2 білий пішак · b1 чорний слон · c1 біла тура · f1 білий ферзь | f8 білий слон · c7 чорний пішак · f7 чорний пішак · h7 білий король · c6 чорний король · d6 чорний пішак · f6 білий пішак · b5 біла тура · d5 чорний пішак · f5 білий слон · a4 білий пішак · d4 чорний пішак · h4 чорний слон · d3 білий пішак · h3 білий пішак · c2 чорний ферзь · e2 білий пішак · b1 чорний слон · c1 біла тура · f1 білий ферзь | f8 білий слон · c7 чорний пішак · f7 чорний пішак · h7 білий король · c6 чорний король · d6 чорний пішак · f6 білий пішак · b5 біла тура · d5 чорний пішак · f5 білий слон · a4 білий пішак · d4 чорний пішак · h4 чорний слон · d3 білий пішак · h3 білий пішак · c2 чорний ферзь · e2 білий пішак · b1 чорний слон · c1 біла тура · f1 білий ферзь | 7 |
| 6 | f8 білий слон · c7 чорний пішак · f7 чорний пішак · h7 білий король · c6 чорний король · d6 чорний пішак · f6 білий пішак · b5 біла тура · d5 чорний пішак · f5 білий слон · a4 білий пішак · d4 чорний пішак · h4 чорний слон · d3 білий пішак · h3 білий пішак · c2 чорний ферзь · e2 білий пішак · b1 чорний слон · c1 біла тура · f1 білий ферзь | f8 білий слон · c7 чорний пішак · f7 чорний пішак · h7 білий король · c6 чорний король · d6 чорний пішак · f6 білий пішак · b5 біла тура · d5 чорний пішак · f5 білий слон · a4 білий пішак · d4 чорний пішак · h4 чорний слон · d3 білий пішак · h3 білий пішак · c2 чорний ферзь · e2 білий пішак · b1 чорний слон · c1 біла тура · f1 білий ферзь | f8 білий слон · c7 чорний пішак · f7 чорний пішак · h7 білий король · c6 чорний король · d6 чорний пішак · f6 білий пішак · b5 біла тура · d5 чорний пішак · f5 білий слон · a4 білий пішак · d4 чорний пішак · h4 чорний слон · d3 білий пішак · h3 білий пішак · c2 чорний ферзь · e2 білий пішак · b1 чорний слон · c1 біла тура · f1 білий ферзь | f8 білий слон · c7 чорний пішак · f7 чорний пішак · h7 білий король · c6 чорний король · d6 чорний пішак · f6 білий пішак · b5 біла тура · d5 чорний пішак · f5 білий слон · a4 білий пішак · d4 чорний пішак · h4 чорний слон · d3 білий пішак · h3 білий пішак · c2 чорний ферзь · e2 білий пішак · b1 чорний слон · c1 біла тура · f1 білий ферзь | f8 білий слон · c7 чорний пішак · f7 чорний пішак · h7 білий король · c6 чорний король · d6 чорний пішак · f6 білий пішак · b5 біла тура · d5 чорний пішак · f5 білий слон · a4 білий пішак · d4 чорний пішак · h4 чорний слон · d3 білий пішак · h3 білий пішак · c2 чорний ферзь · e2 білий пішак · b1 чорний слон · c1 біла тура · f1 білий ферзь | f8 білий слон · c7 чорний пішак · f7 чорний пішак · h7 білий король · c6 чорний король · d6 чорний пішак · f6 білий пішак · b5 біла тура · d5 чорний пішак · f5 білий слон · a4 білий пішак · d4 чорний пішак · h4 чорний слон · d3 білий пішак · h3 білий пішак · c2 чорний ферзь · e2 білий пішак · b1 чорний слон · c1 біла тура · f1 білий ферзь | f8 білий слон · c7 чорний пішак · f7 чорний пішак · h7 білий король · c6 чорний король · d6 чорний пішак · f6 білий пішак · b5 біла тура · d5 чорний пішак · f5 білий слон · a4 білий пішак · d4 чорний пішак · h4 чорний слон · d3 білий пішак · h3 білий пішак · c2 чорний ферзь · e2 білий пішак · b1 чорний слон · c1 біла тура · f1 білий ферзь | f8 білий слон · c7 чорний пішак · f7 чорний пішак · h7 білий король · c6 чорний король · d6 чорний пішак · f6 білий пішак · b5 біла тура · d5 чорний пішак · f5 білий слон · a4 білий пішак · d4 чорний пішак · h4 чорний слон · d3 білий пішак · h3 білий пішак · c2 чорний ферзь · e2 білий пішак · b1 чорний слон · c1 біла тура · f1 білий ферзь | 6 |
| 5 | f8 білий слон · c7 чорний пішак · f7 чорний пішак · h7 білий король · c6 чорний король · d6 чорний пішак · f6 білий пішак · b5 біла тура · d5 чорний пішак · f5 білий слон · a4 білий пішак · d4 чорний пішак · h4 чорний слон · d3 білий пішак · h3 білий пішак · c2 чорний ферзь · e2 білий пішак · b1 чорний слон · c1 біла тура · f1 білий ферзь | f8 білий слон · c7 чорний пішак · f7 чорний пішак · h7 білий король · c6 чорний король · d6 чорний пішак · f6 білий пішак · b5 біла тура · d5 чорний пішак · f5 білий слон · a4 білий пішак · d4 чорний пішак · h4 чорний слон · d3 білий пішак · h3 білий пішак · c2 чорний ферзь · e2 білий пішак · b1 чорний слон · c1 біла тура · f1 білий ферзь | f8 білий слон · c7 чорний пішак · f7 чорний пішак · h7 білий король · c6 чорний король · d6 чорний пішак · f6 білий пішак · b5 біла тура · d5 чорний пішак · f5 білий слон · a4 білий пішак · d4 чорний пішак · h4 чорний слон · d3 білий пішак · h3 білий пішак · c2 чорний ферзь · e2 білий пішак · b1 чорний слон · c1 біла тура · f1 білий ферзь | f8 білий слон · c7 чорний пішак · f7 чорний пішак · h7 білий король · c6 чорний король · d6 чорний пішак · f6 білий пішак · b5 біла тура · d5 чорний пішак · f5 білий слон · a4 білий пішак · d4 чорний пішак · h4 чорний слон · d3 білий пішак · h3 білий пішак · c2 чорний ферзь · e2 білий пішак · b1 чорний слон · c1 біла тура · f1 білий ферзь | f8 білий слон · c7 чорний пішак · f7 чорний пішак · h7 білий король · c6 чорний король · d6 чорний пішак · f6 білий пішак · b5 біла тура · d5 чорний пішак · f5 білий слон · a4 білий пішак · d4 чорний пішак · h4 чорний слон · d3 білий пішак · h3 білий пішак · c2 чорний ферзь · e2 білий пішак · b1 чорний слон · c1 біла тура · f1 білий ферзь | f8 білий слон · c7 чорний пішак · f7 чорний пішак · h7 білий король · c6 чорний король · d6 чорний пішак · f6 білий пішак · b5 біла тура · d5 чорний пішак · f5 білий слон · a4 білий пішак · d4 чорний пішак · h4 чорний слон · d3 білий пішак · h3 білий пішак · c2 чорний ферзь · e2 білий пішак · b1 чорний слон · c1 біла тура · f1 білий ферзь | f8 білий слон · c7 чорний пішак · f7 чорний пішак · h7 білий король · c6 чорний король · d6 чорний пішак · f6 білий пішак · b5 біла тура · d5 чорний пішак · f5 білий слон · a4 білий пішак · d4 чорний пішак · h4 чорний слон · d3 білий пішак · h3 білий пішак · c2 чорний ферзь · e2 білий пішак · b1 чорний слон · c1 біла тура · f1 білий ферзь | f8 білий слон · c7 чорний пішак · f7 чорний пішак · h7 білий король · c6 чорний король · d6 чорний пішак · f6 білий пішак · b5 біла тура · d5 чорний пішак · f5 білий слон · a4 білий пішак · d4 чорний пішак · h4 чорний слон · d3 білий пішак · h3 білий пішак · c2 чорний ферзь · e2 білий пішак · b1 чорний слон · c1 біла тура · f1 білий ферзь | 5 |
| 4 | f8 білий слон · c7 чорний пішак · f7 чорний пішак · h7 білий король · c6 чорний король · d6 чорний пішак · f6 білий пішак · b5 біла тура · d5 чорний пішак · f5 білий слон · a4 білий пішак · d4 чорний пішак · h4 чорний слон · d3 білий пішак · h3 білий пішак · c2 чорний ферзь · e2 білий пішак · b1 чорний слон · c1 біла тура · f1 білий ферзь | f8 білий слон · c7 чорний пішак · f7 чорний пішак · h7 білий король · c6 чорний король · d6 чорний пішак · f6 білий пішак · b5 біла тура · d5 чорний пішак · f5 білий слон · a4 білий пішак · d4 чорний пішак · h4 чорний слон · d3 білий пішак · h3 білий пішак · c2 чорний ферзь · e2 білий пішак · b1 чорний слон · c1 біла тура · f1 білий ферзь | f8 білий слон · c7 чорний пішак · f7 чорний пішак · h7 білий король · c6 чорний король · d6 чорний пішак · f6 білий пішак · b5 біла тура · d5 чорний пішак · f5 білий слон · a4 білий пішак · d4 чорний пішак · h4 чорний слон · d3 білий пішак · h3 білий пішак · c2 чорний ферзь · e2 білий пішак · b1 чорний слон · c1 біла тура · f1 білий ферзь | f8 білий слон · c7 чорний пішак · f7 чорний пішак · h7 білий король · c6 чорний король · d6 чорний пішак · f6 білий пішак · b5 біла тура · d5 чорний пішак · f5 білий слон · a4 білий пішак · d4 чорний пішак · h4 чорний слон · d3 білий пішак · h3 білий пішак · c2 чорний ферзь · e2 білий пішак · b1 чорний слон · c1 біла тура · f1 білий ферзь | f8 білий слон · c7 чорний пішак · f7 чорний пішак · h7 білий король · c6 чорний король · d6 чорний пішак · f6 білий пішак · b5 біла тура · d5 чорний пішак · f5 білий слон · a4 білий пішак · d4 чорний пішак · h4 чорний слон · d3 білий пішак · h3 білий пішак · c2 чорний ферзь · e2 білий пішак · b1 чорний слон · c1 біла тура · f1 білий ферзь | f8 білий слон · c7 чорний пішак · f7 чорний пішак · h7 білий король · c6 чорний король · d6 чорний пішак · f6 білий пішак · b5 біла тура · d5 чорний пішак · f5 білий слон · a4 білий пішак · d4 чорний пішак · h4 чорний слон · d3 білий пішак · h3 білий пішак · c2 чорний ферзь · e2 білий пішак · b1 чорний слон · c1 біла тура · f1 білий ферзь | f8 білий слон · c7 чорний пішак · f7 чорний пішак · h7 білий король · c6 чорний король · d6 чорний пішак · f6 білий пішак · b5 біла тура · d5 чорний пішак · f5 білий слон · a4 білий пішак · d4 чорний пішак · h4 чорний слон · d3 білий пішак · h3 білий пішак · c2 чорний ферзь · e2 білий пішак · b1 чорний слон · c1 біла тура · f1 білий ферзь | f8 білий слон · c7 чорний пішак · f7 чорний пішак · h7 білий король · c6 чорний король · d6 чорний пішак · f6 білий пішак · b5 біла тура · d5 чорний пішак · f5 білий слон · a4 білий пішак · d4 чорний пішак · h4 чорний слон · d3 білий пішак · h3 білий пішак · c2 чорний ферзь · e2 білий пішак · b1 чорний слон · c1 біла тура · f1 білий ферзь | 4 |
| 3 | f8 білий слон · c7 чорний пішак · f7 чорний пішак · h7 білий король · c6 чорний король · d6 чорний пішак · f6 білий пішак · b5 біла тура · d5 чорний пішак · f5 білий слон · a4 білий пішак · d4 чорний пішак · h4 чорний слон · d3 білий пішак · h3 білий пішак · c2 чорний ферзь · e2 білий пішак · b1 чорний слон · c1 біла тура · f1 білий ферзь | f8 білий слон · c7 чорний пішак · f7 чорний пішак · h7 білий король · c6 чорний король · d6 чорний пішак · f6 білий пішак · b5 біла тура · d5 чорний пішак · f5 білий слон · a4 білий пішак · d4 чорний пішак · h4 чорний слон · d3 білий пішак · h3 білий пішак · c2 чорний ферзь · e2 білий пішак · b1 чорний слон · c1 біла тура · f1 білий ферзь | f8 білий слон · c7 чорний пішак · f7 чорний пішак · h7 білий король · c6 чорний король · d6 чорний пішак · f6 білий пішак · b5 біла тура · d5 чорний пішак · f5 білий слон · a4 білий пішак · d4 чорний пішак · h4 чорний слон · d3 білий пішак · h3 білий пішак · c2 чорний ферзь · e2 білий пішак · b1 чорний слон · c1 біла тура · f1 білий ферзь | f8 білий слон · c7 чорний пішак · f7 чорний пішак · h7 білий король · c6 чорний король · d6 чорний пішак · f6 білий пішак · b5 біла тура · d5 чорний пішак · f5 білий слон · a4 білий пішак · d4 чорний пішак · h4 чорний слон · d3 білий пішак · h3 білий пішак · c2 чорний ферзь · e2 білий пішак · b1 чорний слон · c1 біла тура · f1 білий ферзь | f8 білий слон · c7 чорний пішак · f7 чорний пішак · h7 білий король · c6 чорний король · d6 чорний пішак · f6 білий пішак · b5 біла тура · d5 чорний пішак · f5 білий слон · a4 білий пішак · d4 чорний пішак · h4 чорний слон · d3 білий пішак · h3 білий пішак · c2 чорний ферзь · e2 білий пішак · b1 чорний слон · c1 біла тура · f1 білий ферзь | f8 білий слон · c7 чорний пішак · f7 чорний пішак · h7 білий король · c6 чорний король · d6 чорний пішак · f6 білий пішак · b5 біла тура · d5 чорний пішак · f5 білий слон · a4 білий пішак · d4 чорний пішак · h4 чорний слон · d3 білий пішак · h3 білий пішак · c2 чорний ферзь · e2 білий пішак · b1 чорний слон · c1 біла тура · f1 білий ферзь | f8 білий слон · c7 чорний пішак · f7 чорний пішак · h7 білий король · c6 чорний король · d6 чорний пішак · f6 білий пішак · b5 біла тура · d5 чорний пішак · f5 білий слон · a4 білий пішак · d4 чорний пішак · h4 чорний слон · d3 білий пішак · h3 білий пішак · c2 чорний ферзь · e2 білий пішак · b1 чорний слон · c1 біла тура · f1 білий ферзь | f8 білий слон · c7 чорний пішак · f7 чорний пішак · h7 білий король · c6 чорний король · d6 чорний пішак · f6 білий пішак · b5 біла тура · d5 чорний пішак · f5 білий слон · a4 білий пішак · d4 чорний пішак · h4 чорний слон · d3 білий пішак · h3 білий пішак · c2 чорний ферзь · e2 білий пішак · b1 чорний слон · c1 біла тура · f1 білий ферзь | 3 |
| 2 | f8 білий слон · c7 чорний пішак · f7 чорний пішак · h7 білий король · c6 чорний король · d6 чорний пішак · f6 білий пішак · b5 біла тура · d5 чорний пішак · f5 білий слон · a4 білий пішак · d4 чорний пішак · h4 чорний слон · d3 білий пішак · h3 білий пішак · c2 чорний ферзь · e2 білий пішак · b1 чорний слон · c1 біла тура · f1 білий ферзь | f8 білий слон · c7 чорний пішак · f7 чорний пішак · h7 білий король · c6 чорний король · d6 чорний пішак · f6 білий пішак · b5 біла тура · d5 чорний пішак · f5 білий слон · a4 білий пішак · d4 чорний пішак · h4 чорний слон · d3 білий пішак · h3 білий пішак · c2 чорний ферзь · e2 білий пішак · b1 чорний слон · c1 біла тура · f1 білий ферзь | f8 білий слон · c7 чорний пішак · f7 чорний пішак · h7 білий король · c6 чорний король · d6 чорний пішак · f6 білий пішак · b5 біла тура · d5 чорний пішак · f5 білий слон · a4 білий пішак · d4 чорний пішак · h4 чорний слон · d3 білий пішак · h3 білий пішак · c2 чорний ферзь · e2 білий пішак · b1 чорний слон · c1 біла тура · f1 білий ферзь | f8 білий слон · c7 чорний пішак · f7 чорний пішак · h7 білий король · c6 чорний король · d6 чорний пішак · f6 білий пішак · b5 біла тура · d5 чорний пішак · f5 білий слон · a4 білий пішак · d4 чорний пішак · h4 чорний слон · d3 білий пішак · h3 білий пішак · c2 чорний ферзь · e2 білий пішак · b1 чорний слон · c1 біла тура · f1 білий ферзь | f8 білий слон · c7 чорний пішак · f7 чорний пішак · h7 білий король · c6 чорний король · d6 чорний пішак · f6 білий пішак · b5 біла тура · d5 чорний пішак · f5 білий слон · a4 білий пішак · d4 чорний пішак · h4 чорний слон · d3 білий пішак · h3 білий пішак · c2 чорний ферзь · e2 білий пішак · b1 чорний слон · c1 біла тура · f1 білий ферзь | f8 білий слон · c7 чорний пішак · f7 чорний пішак · h7 білий король · c6 чорний король · d6 чорний пішак · f6 білий пішак · b5 біла тура · d5 чорний пішак · f5 білий слон · a4 білий пішак · d4 чорний пішак · h4 чорний слон · d3 білий пішак · h3 білий пішак · c2 чорний ферзь · e2 білий пішак · b1 чорний слон · c1 біла тура · f1 білий ферзь | f8 білий слон · c7 чорний пішак · f7 чорний пішак · h7 білий король · c6 чорний король · d6 чорний пішак · f6 білий пішак · b5 біла тура · d5 чорний пішак · f5 білий слон · a4 білий пішак · d4 чорний пішак · h4 чорний слон · d3 білий пішак · h3 білий пішак · c2 чорний ферзь · e2 білий пішак · b1 чорний слон · c1 біла тура · f1 білий ферзь | f8 білий слон · c7 чорний пішак · f7 чорний пішак · h7 білий король · c6 чорний король · d6 чорний пішак · f6 білий пішак · b5 біла тура · d5 чорний пішак · f5 білий слон · a4 білий пішак · d4 чорний пішак · h4 чорний слон · d3 білий пішак · h3 білий пішак · c2 чорний ферзь · e2 білий пішак · b1 чорний слон · c1 біла тура · f1 білий ферзь | 2 |
| 1 | f8 білий слон · c7 чорний пішак · f7 чорний пішак · h7 білий король · c6 чорний король · d6 чорний пішак · f6 білий пішак · b5 біла тура · d5 чорний пішак · f5 білий слон · a4 білий пішак · d4 чорний пішак · h4 чорний слон · d3 білий пішак · h3 білий пішак · c2 чорний ферзь · e2 білий пішак · b1 чорний слон · c1 біла тура · f1 білий ферзь | f8 білий слон · c7 чорний пішак · f7 чорний пішак · h7 білий король · c6 чорний король · d6 чорний пішак · f6 білий пішак · b5 біла тура · d5 чорний пішак · f5 білий слон · a4 білий пішак · d4 чорний пішак · h4 чорний слон · d3 білий пішак · h3 білий пішак · c2 чорний ферзь · e2 білий пішак · b1 чорний слон · c1 біла тура · f1 білий ферзь | f8 білий слон · c7 чорний пішак · f7 чорний пішак · h7 білий король · c6 чорний король · d6 чорний пішак · f6 білий пішак · b5 біла тура · d5 чорний пішак · f5 білий слон · a4 білий пішак · d4 чорний пішак · h4 чорний слон · d3 білий пішак · h3 білий пішак · c2 чорний ферзь · e2 білий пішак · b1 чорний слон · c1 біла тура · f1 білий ферзь | f8 білий слон · c7 чорний пішак · f7 чорний пішак · h7 білий король · c6 чорний король · d6 чорний пішак · f6 білий пішак · b5 біла тура · d5 чорний пішак · f5 білий слон · a4 білий пішак · d4 чорний пішак · h4 чорний слон · d3 білий пішак · h3 білий пішак · c2 чорний ферзь · e2 білий пішак · b1 чорний слон · c1 біла тура · f1 білий ферзь | f8 білий слон · c7 чорний пішак · f7 чорний пішак · h7 білий король · c6 чорний король · d6 чорний пішак · f6 білий пішак · b5 біла тура · d5 чорний пішак · f5 білий слон · a4 білий пішак · d4 чорний пішак · h4 чорний слон · d3 білий пішак · h3 білий пішак · c2 чорний ферзь · e2 білий пішак · b1 чорний слон · c1 біла тура · f1 білий ферзь | f8 білий слон · c7 чорний пішак · f7 чорний пішак · h7 білий король · c6 чорний король · d6 чорний пішак · f6 білий пішак · b5 біла тура · d5 чорний пішак · f5 білий слон · a4 білий пішак · d4 чорний пішак · h4 чорний слон · d3 білий пішак · h3 білий пішак · c2 чорний ферзь · e2 білий пішак · b1 чорний слон · c1 біла тура · f1 білий ферзь | f8 білий слон · c7 чорний пішак · f7 чорний пішак · h7 білий король · c6 чорний король · d6 чорний пішак · f6 білий пішак · b5 біла тура · d5 чорний пішак · f5 білий слон · a4 білий пішак · d4 чорний пішак · h4 чорний слон · d3 білий пішак · h3 білий пішак · c2 чорний ферзь · e2 білий пішак · b1 чорний слон · c1 біла тура · f1 білий ферзь | f8 білий слон · c7 чорний пішак · f7 чорний пішак · h7 білий король · c6 чорний король · d6 чорний пішак · f6 білий пішак · b5 біла тура · d5 чорний пішак · f5 білий слон · a4 білий пішак · d4 чорний пішак · h4 чорний слон · d3 білий пішак · h3 білий пішак · c2 чорний ферзь · e2 білий пішак · b1 чорний слон · c1 біла тура · f1 білий ферзь | 1 |
|   | a | b | c | d | e | f | g | h |   |

FEN: 5B2/2p2p1K/2kp1P2/1R1p1B2/P2p3b/3P3P/2q1P3/1bR2Q2
1. Qf4! ~ 2. Qg4 ~ 3. Bd7#
1. ... Qc3 2. Qe3! ~ 3. Qe8#
        2. ... de3 3. Rxc3#
1. ... Qc4 2. Qe4! de4 3. Rxc4#
1. ... Qc5 2. Qe5! de5 3. Rxc5#
В цій задачі мавпяча тема виражена вперше. Білий ферзь наслідує ходи чорного ферзя. Дуель ферзів згодом неодноразово «відкривалася» шаховими композиторами.
|   | a | b | c | d | e | f | g | h |   |
| 8 | e8 біла тура · e7 білий слон · c6 білий кінь · d6 чорний пішак · f6 чорний слон · a5 біла тура · d5 білий пішак · h5 чорна тура · d4 чорний пішак · e4 чорний король · f4 чорний пішак · g4 білий пішак · d3 чорний слон · a2 чорний пішак · d2 білий пішак · e2 білий слон · g2 білий пішак · e1 білий ферзь · f1 білий король · g1 білий кінь | e8 біла тура · e7 білий слон · c6 білий кінь · d6 чорний пішак · f6 чорний слон · a5 біла тура · d5 білий пішак · h5 чорна тура · d4 чорний пішак · e4 чорний король · f4 чорний пішак · g4 білий пішак · d3 чорний слон · a2 чорний пішак · d2 білий пішак · e2 білий слон · g2 білий пішак · e1 білий ферзь · f1 білий король · g1 білий кінь | e8 біла тура · e7 білий слон · c6 білий кінь · d6 чорний пішак · f6 чорний слон · a5 біла тура · d5 білий пішак · h5 чорна тура · d4 чорний пішак · e4 чорний король · f4 чорний пішак · g4 білий пішак · d3 чорний слон · a2 чорний пішак · d2 білий пішак · e2 білий слон · g2 білий пішак · e1 білий ферзь · f1 білий король · g1 білий кінь | e8 біла тура · e7 білий слон · c6 білий кінь · d6 чорний пішак · f6 чорний слон · a5 біла тура · d5 білий пішак · h5 чорна тура · d4 чорний пішак · e4 чорний король · f4 чорний пішак · g4 білий пішак · d3 чорний слон · a2 чорний пішак · d2 білий пішак · e2 білий слон · g2 білий пішак · e1 білий ферзь · f1 білий король · g1 білий кінь | e8 біла тура · e7 білий слон · c6 білий кінь · d6 чорний пішак · f6 чорний слон · a5 біла тура · d5 білий пішак · h5 чорна тура · d4 чорний пішак · e4 чорний король · f4 чорний пішак · g4 білий пішак · d3 чорний слон · a2 чорний пішак · d2 білий пішак · e2 білий слон · g2 білий пішак · e1 білий ферзь · f1 білий король · g1 білий кінь | e8 біла тура · e7 білий слон · c6 білий кінь · d6 чорний пішак · f6 чорний слон · a5 біла тура · d5 білий пішак · h5 чорна тура · d4 чорний пішак · e4 чорний король · f4 чорний пішак · g4 білий пішак · d3 чорний слон · a2 чорний пішак · d2 білий пішак · e2 білий слон · g2 білий пішак · e1 білий ферзь · f1 білий король · g1 білий кінь | e8 біла тура · e7 білий слон · c6 білий кінь · d6 чорний пішак · f6 чорний слон · a5 біла тура · d5 білий пішак · h5 чорна тура · d4 чорний пішак · e4 чорний король · f4 чорний пішак · g4 білий пішак · d3 чорний слон · a2 чорний пішак · d2 білий пішак · e2 білий слон · g2 білий пішак · e1 білий ферзь · f1 білий король · g1 білий кінь | e8 біла тура · e7 білий слон · c6 білий кінь · d6 чорний пішак · f6 чорний слон · a5 біла тура · d5 білий пішак · h5 чорна тура · d4 чорний пішак · e4 чорний король · f4 чорний пішак · g4 білий пішак · d3 чорний слон · a2 чорний пішак · d2 білий пішак · e2 білий слон · g2 білий пішак · e1 білий ферзь · f1 білий король · g1 білий кінь | 8 |
| 7 | e8 біла тура · e7 білий слон · c6 білий кінь · d6 чорний пішак · f6 чорний слон · a5 біла тура · d5 білий пішак · h5 чорна тура · d4 чорний пішак · e4 чорний король · f4 чорний пішак · g4 білий пішак · d3 чорний слон · a2 чорний пішак · d2 білий пішак · e2 білий слон · g2 білий пішак · e1 білий ферзь · f1 білий король · g1 білий кінь | e8 біла тура · e7 білий слон · c6 білий кінь · d6 чорний пішак · f6 чорний слон · a5 біла тура · d5 білий пішак · h5 чорна тура · d4 чорний пішак · e4 чорний король · f4 чорний пішак · g4 білий пішак · d3 чорний слон · a2 чорний пішак · d2 білий пішак · e2 білий слон · g2 білий пішак · e1 білий ферзь · f1 білий король · g1 білий кінь | e8 біла тура · e7 білий слон · c6 білий кінь · d6 чорний пішак · f6 чорний слон · a5 біла тура · d5 білий пішак · h5 чорна тура · d4 чорний пішак · e4 чорний король · f4 чорний пішак · g4 білий пішак · d3 чорний слон · a2 чорний пішак · d2 білий пішак · e2 білий слон · g2 білий пішак · e1 білий ферзь · f1 білий король · g1 білий кінь | e8 біла тура · e7 білий слон · c6 білий кінь · d6 чорний пішак · f6 чорний слон · a5 біла тура · d5 білий пішак · h5 чорна тура · d4 чорний пішак · e4 чорний король · f4 чорний пішак · g4 білий пішак · d3 чорний слон · a2 чорний пішак · d2 білий пішак · e2 білий слон · g2 білий пішак · e1 білий ферзь · f1 білий король · g1 білий кінь | e8 біла тура · e7 білий слон · c6 білий кінь · d6 чорний пішак · f6 чорний слон · a5 біла тура · d5 білий пішак · h5 чорна тура · d4 чорний пішак · e4 чорний король · f4 чорний пішак · g4 білий пішак · d3 чорний слон · a2 чорний пішак · d2 білий пішак · e2 білий слон · g2 білий пішак · e1 білий ферзь · f1 білий король · g1 білий кінь | e8 біла тура · e7 білий слон · c6 білий кінь · d6 чорний пішак · f6 чорний слон · a5 біла тура · d5 білий пішак · h5 чорна тура · d4 чорний пішак · e4 чорний король · f4 чорний пішак · g4 білий пішак · d3 чорний слон · a2 чорний пішак · d2 білий пішак · e2 білий слон · g2 білий пішак · e1 білий ферзь · f1 білий король · g1 білий кінь | e8 біла тура · e7 білий слон · c6 білий кінь · d6 чорний пішак · f6 чорний слон · a5 біла тура · d5 білий пішак · h5 чорна тура · d4 чорний пішак · e4 чорний король · f4 чорний пішак · g4 білий пішак · d3 чорний слон · a2 чорний пішак · d2 білий пішак · e2 білий слон · g2 білий пішак · e1 білий ферзь · f1 білий король · g1 білий кінь | e8 біла тура · e7 білий слон · c6 білий кінь · d6 чорний пішак · f6 чорний слон · a5 біла тура · d5 білий пішак · h5 чорна тура · d4 чорний пішак · e4 чорний король · f4 чорний пішак · g4 білий пішак · d3 чорний слон · a2 чорний пішак · d2 білий пішак · e2 білий слон · g2 білий пішак · e1 білий ферзь · f1 білий король · g1 білий кінь | 7 |
| 6 | e8 біла тура · e7 білий слон · c6 білий кінь · d6 чорний пішак · f6 чорний слон · a5 біла тура · d5 білий пішак · h5 чорна тура · d4 чорний пішак · e4 чорний король · f4 чорний пішак · g4 білий пішак · d3 чорний слон · a2 чорний пішак · d2 білий пішак · e2 білий слон · g2 білий пішак · e1 білий ферзь · f1 білий король · g1 білий кінь | e8 біла тура · e7 білий слон · c6 білий кінь · d6 чорний пішак · f6 чорний слон · a5 біла тура · d5 білий пішак · h5 чорна тура · d4 чорний пішак · e4 чорний король · f4 чорний пішак · g4 білий пішак · d3 чорний слон · a2 чорний пішак · d2 білий пішак · e2 білий слон · g2 білий пішак · e1 білий ферзь · f1 білий король · g1 білий кінь | e8 біла тура · e7 білий слон · c6 білий кінь · d6 чорний пішак · f6 чорний слон · a5 біла тура · d5 білий пішак · h5 чорна тура · d4 чорний пішак · e4 чорний король · f4 чорний пішак · g4 білий пішак · d3 чорний слон · a2 чорний пішак · d2 білий пішак · e2 білий слон · g2 білий пішак · e1 білий ферзь · f1 білий король · g1 білий кінь | e8 біла тура · e7 білий слон · c6 білий кінь · d6 чорний пішак · f6 чорний слон · a5 біла тура · d5 білий пішак · h5 чорна тура · d4 чорний пішак · e4 чорний король · f4 чорний пішак · g4 білий пішак · d3 чорний слон · a2 чорний пішак · d2 білий пішак · e2 білий слон · g2 білий пішак · e1 білий ферзь · f1 білий король · g1 білий кінь | e8 біла тура · e7 білий слон · c6 білий кінь · d6 чорний пішак · f6 чорний слон · a5 біла тура · d5 білий пішак · h5 чорна тура · d4 чорний пішак · e4 чорний король · f4 чорний пішак · g4 білий пішак · d3 чорний слон · a2 чорний пішак · d2 білий пішак · e2 білий слон · g2 білий пішак · e1 білий ферзь · f1 білий король · g1 білий кінь | e8 біла тура · e7 білий слон · c6 білий кінь · d6 чорний пішак · f6 чорний слон · a5 біла тура · d5 білий пішак · h5 чорна тура · d4 чорний пішак · e4 чорний король · f4 чорний пішак · g4 білий пішак · d3 чорний слон · a2 чорний пішак · d2 білий пішак · e2 білий слон · g2 білий пішак · e1 білий ферзь · f1 білий король · g1 білий кінь | e8 біла тура · e7 білий слон · c6 білий кінь · d6 чорний пішак · f6 чорний слон · a5 біла тура · d5 білий пішак · h5 чорна тура · d4 чорний пішак · e4 чорний король · f4 чорний пішак · g4 білий пішак · d3 чорний слон · a2 чорний пішак · d2 білий пішак · e2 білий слон · g2 білий пішак · e1 білий ферзь · f1 білий король · g1 білий кінь | e8 біла тура · e7 білий слон · c6 білий кінь · d6 чорний пішак · f6 чорний слон · a5 біла тура · d5 білий пішак · h5 чорна тура · d4 чорний пішак · e4 чорний король · f4 чорний пішак · g4 білий пішак · d3 чорний слон · a2 чорний пішак · d2 білий пішак · e2 білий слон · g2 білий пішак · e1 білий ферзь · f1 білий король · g1 білий кінь | 6 |
| 5 | e8 біла тура · e7 білий слон · c6 білий кінь · d6 чорний пішак · f6 чорний слон · a5 біла тура · d5 білий пішак · h5 чорна тура · d4 чорний пішак · e4 чорний король · f4 чорний пішак · g4 білий пішак · d3 чорний слон · a2 чорний пішак · d2 білий пішак · e2 білий слон · g2 білий пішак · e1 білий ферзь · f1 білий король · g1 білий кінь | e8 біла тура · e7 білий слон · c6 білий кінь · d6 чорний пішак · f6 чорний слон · a5 біла тура · d5 білий пішак · h5 чорна тура · d4 чорний пішак · e4 чорний король · f4 чорний пішак · g4 білий пішак · d3 чорний слон · a2 чорний пішак · d2 білий пішак · e2 білий слон · g2 білий пішак · e1 білий ферзь · f1 білий король · g1 білий кінь | e8 біла тура · e7 білий слон · c6 білий кінь · d6 чорний пішак · f6 чорний слон · a5 біла тура · d5 білий пішак · h5 чорна тура · d4 чорний пішак · e4 чорний король · f4 чорний пішак · g4 білий пішак · d3 чорний слон · a2 чорний пішак · d2 білий пішак · e2 білий слон · g2 білий пішак · e1 білий ферзь · f1 білий король · g1 білий кінь | e8 біла тура · e7 білий слон · c6 білий кінь · d6 чорний пішак · f6 чорний слон · a5 біла тура · d5 білий пішак · h5 чорна тура · d4 чорний пішак · e4 чорний король · f4 чорний пішак · g4 білий пішак · d3 чорний слон · a2 чорний пішак · d2 білий пішак · e2 білий слон · g2 білий пішак · e1 білий ферзь · f1 білий король · g1 білий кінь | e8 біла тура · e7 білий слон · c6 білий кінь · d6 чорний пішак · f6 чорний слон · a5 біла тура · d5 білий пішак · h5 чорна тура · d4 чорний пішак · e4 чорний король · f4 чорний пішак · g4 білий пішак · d3 чорний слон · a2 чорний пішак · d2 білий пішак · e2 білий слон · g2 білий пішак · e1 білий ферзь · f1 білий король · g1 білий кінь | e8 біла тура · e7 білий слон · c6 білий кінь · d6 чорний пішак · f6 чорний слон · a5 біла тура · d5 білий пішак · h5 чорна тура · d4 чорний пішак · e4 чорний король · f4 чорний пішак · g4 білий пішак · d3 чорний слон · a2 чорний пішак · d2 білий пішак · e2 білий слон · g2 білий пішак · e1 білий ферзь · f1 білий король · g1 білий кінь | e8 біла тура · e7 білий слон · c6 білий кінь · d6 чорний пішак · f6 чорний слон · a5 біла тура · d5 білий пішак · h5 чорна тура · d4 чорний пішак · e4 чорний король · f4 чорний пішак · g4 білий пішак · d3 чорний слон · a2 чорний пішак · d2 білий пішак · e2 білий слон · g2 білий пішак · e1 білий ферзь · f1 білий король · g1 білий кінь | e8 біла тура · e7 білий слон · c6 білий кінь · d6 чорний пішак · f6 чорний слон · a5 біла тура · d5 білий пішак · h5 чорна тура · d4 чорний пішак · e4 чорний король · f4 чорний пішак · g4 білий пішак · d3 чорний слон · a2 чорний пішак · d2 білий пішак · e2 білий слон · g2 білий пішак · e1 білий ферзь · f1 білий король · g1 білий кінь | 5 |
| 4 | e8 біла тура · e7 білий слон · c6 білий кінь · d6 чорний пішак · f6 чорний слон · a5 біла тура · d5 білий пішак · h5 чорна тура · d4 чорний пішак · e4 чорний король · f4 чорний пішак · g4 білий пішак · d3 чорний слон · a2 чорний пішак · d2 білий пішак · e2 білий слон · g2 білий пішак · e1 білий ферзь · f1 білий король · g1 білий кінь | e8 біла тура · e7 білий слон · c6 білий кінь · d6 чорний пішак · f6 чорний слон · a5 біла тура · d5 білий пішак · h5 чорна тура · d4 чорний пішак · e4 чорний король · f4 чорний пішак · g4 білий пішак · d3 чорний слон · a2 чорний пішак · d2 білий пішак · e2 білий слон · g2 білий пішак · e1 білий ферзь · f1 білий король · g1 білий кінь | e8 біла тура · e7 білий слон · c6 білий кінь · d6 чорний пішак · f6 чорний слон · a5 біла тура · d5 білий пішак · h5 чорна тура · d4 чорний пішак · e4 чорний король · f4 чорний пішак · g4 білий пішак · d3 чорний слон · a2 чорний пішак · d2 білий пішак · e2 білий слон · g2 білий пішак · e1 білий ферзь · f1 білий король · g1 білий кінь | e8 біла тура · e7 білий слон · c6 білий кінь · d6 чорний пішак · f6 чорний слон · a5 біла тура · d5 білий пішак · h5 чорна тура · d4 чорний пішак · e4 чорний король · f4 чорний пішак · g4 білий пішак · d3 чорний слон · a2 чорний пішак · d2 білий пішак · e2 білий слон · g2 білий пішак · e1 білий ферзь · f1 білий король · g1 білий кінь | e8 біла тура · e7 білий слон · c6 білий кінь · d6 чорний пішак · f6 чорний слон · a5 біла тура · d5 білий пішак · h5 чорна тура · d4 чорний пішак · e4 чорний король · f4 чорний пішак · g4 білий пішак · d3 чорний слон · a2 чорний пішак · d2 білий пішак · e2 білий слон · g2 білий пішак · e1 білий ферзь · f1 білий король · g1 білий кінь | e8 біла тура · e7 білий слон · c6 білий кінь · d6 чорний пішак · f6 чорний слон · a5 біла тура · d5 білий пішак · h5 чорна тура · d4 чорний пішак · e4 чорний король · f4 чорний пішак · g4 білий пішак · d3 чорний слон · a2 чорний пішак · d2 білий пішак · e2 білий слон · g2 білий пішак · e1 білий ферзь · f1 білий король · g1 білий кінь | e8 біла тура · e7 білий слон · c6 білий кінь · d6 чорний пішак · f6 чорний слон · a5 біла тура · d5 білий пішак · h5 чорна тура · d4 чорний пішак · e4 чорний король · f4 чорний пішак · g4 білий пішак · d3 чорний слон · a2 чорний пішак · d2 білий пішак · e2 білий слон · g2 білий пішак · e1 білий ферзь · f1 білий король · g1 білий кінь | e8 біла тура · e7 білий слон · c6 білий кінь · d6 чорний пішак · f6 чорний слон · a5 біла тура · d5 білий пішак · h5 чорна тура · d4 чорний пішак · e4 чорний король · f4 чорний пішак · g4 білий пішак · d3 чорний слон · a2 чорний пішак · d2 білий пішак · e2 білий слон · g2 білий пішак · e1 білий ферзь · f1 білий король · g1 білий кінь | 4 |
| 3 | e8 біла тура · e7 білий слон · c6 білий кінь · d6 чорний пішак · f6 чорний слон · a5 біла тура · d5 білий пішак · h5 чорна тура · d4 чорний пішак · e4 чорний король · f4 чорний пішак · g4 білий пішак · d3 чорний слон · a2 чорний пішак · d2 білий пішак · e2 білий слон · g2 білий пішак · e1 білий ферзь · f1 білий король · g1 білий кінь | e8 біла тура · e7 білий слон · c6 білий кінь · d6 чорний пішак · f6 чорний слон · a5 біла тура · d5 білий пішак · h5 чорна тура · d4 чорний пішак · e4 чорний король · f4 чорний пішак · g4 білий пішак · d3 чорний слон · a2 чорний пішак · d2 білий пішак · e2 білий слон · g2 білий пішак · e1 білий ферзь · f1 білий король · g1 білий кінь | e8 біла тура · e7 білий слон · c6 білий кінь · d6 чорний пішак · f6 чорний слон · a5 біла тура · d5 білий пішак · h5 чорна тура · d4 чорний пішак · e4 чорний король · f4 чорний пішак · g4 білий пішак · d3 чорний слон · a2 чорний пішак · d2 білий пішак · e2 білий слон · g2 білий пішак · e1 білий ферзь · f1 білий король · g1 білий кінь | e8 біла тура · e7 білий слон · c6 білий кінь · d6 чорний пішак · f6 чорний слон · a5 біла тура · d5 білий пішак · h5 чорна тура · d4 чорний пішак · e4 чорний король · f4 чорний пішак · g4 білий пішак · d3 чорний слон · a2 чорний пішак · d2 білий пішак · e2 білий слон · g2 білий пішак · e1 білий ферзь · f1 білий король · g1 білий кінь | e8 біла тура · e7 білий слон · c6 білий кінь · d6 чорний пішак · f6 чорний слон · a5 біла тура · d5 білий пішак · h5 чорна тура · d4 чорний пішак · e4 чорний король · f4 чорний пішак · g4 білий пішак · d3 чорний слон · a2 чорний пішак · d2 білий пішак · e2 білий слон · g2 білий пішак · e1 білий ферзь · f1 білий король · g1 білий кінь | e8 біла тура · e7 білий слон · c6 білий кінь · d6 чорний пішак · f6 чорний слон · a5 біла тура · d5 білий пішак · h5 чорна тура · d4 чорний пішак · e4 чорний король · f4 чорний пішак · g4 білий пішак · d3 чорний слон · a2 чорний пішак · d2 білий пішак · e2 білий слон · g2 білий пішак · e1 білий ферзь · f1 білий король · g1 білий кінь | e8 біла тура · e7 білий слон · c6 білий кінь · d6 чорний пішак · f6 чорний слон · a5 біла тура · d5 білий пішак · h5 чорна тура · d4 чорний пішак · e4 чорний король · f4 чорний пішак · g4 білий пішак · d3 чорний слон · a2 чорний пішак · d2 білий пішак · e2 білий слон · g2 білий пішак · e1 білий ферзь · f1 білий король · g1 білий кінь | e8 біла тура · e7 білий слон · c6 білий кінь · d6 чорний пішак · f6 чорний слон · a5 біла тура · d5 білий пішак · h5 чорна тура · d4 чорний пішак · e4 чорний король · f4 чорний пішак · g4 білий пішак · d3 чорний слон · a2 чорний пішак · d2 білий пішак · e2 білий слон · g2 білий пішак · e1 білий ферзь · f1 білий король · g1 білий кінь | 3 |
| 2 | e8 біла тура · e7 білий слон · c6 білий кінь · d6 чорний пішак · f6 чорний слон · a5 біла тура · d5 білий пішак · h5 чорна тура · d4 чорний пішак · e4 чорний король · f4 чорний пішак · g4 білий пішак · d3 чорний слон · a2 чорний пішак · d2 білий пішак · e2 білий слон · g2 білий пішак · e1 білий ферзь · f1 білий король · g1 білий кінь | e8 біла тура · e7 білий слон · c6 білий кінь · d6 чорний пішак · f6 чорний слон · a5 біла тура · d5 білий пішак · h5 чорна тура · d4 чорний пішак · e4 чорний король · f4 чорний пішак · g4 білий пішак · d3 чорний слон · a2 чорний пішак · d2 білий пішак · e2 білий слон · g2 білий пішак · e1 білий ферзь · f1 білий король · g1 білий кінь | e8 біла тура · e7 білий слон · c6 білий кінь · d6 чорний пішак · f6 чорний слон · a5 біла тура · d5 білий пішак · h5 чорна тура · d4 чорний пішак · e4 чорний король · f4 чорний пішак · g4 білий пішак · d3 чорний слон · a2 чорний пішак · d2 білий пішак · e2 білий слон · g2 білий пішак · e1 білий ферзь · f1 білий король · g1 білий кінь | e8 біла тура · e7 білий слон · c6 білий кінь · d6 чорний пішак · f6 чорний слон · a5 біла тура · d5 білий пішак · h5 чорна тура · d4 чорний пішак · e4 чорний король · f4 чорний пішак · g4 білий пішак · d3 чорний слон · a2 чорний пішак · d2 білий пішак · e2 білий слон · g2 білий пішак · e1 білий ферзь · f1 білий король · g1 білий кінь | e8 біла тура · e7 білий слон · c6 білий кінь · d6 чорний пішак · f6 чорний слон · a5 біла тура · d5 білий пішак · h5 чорна тура · d4 чорний пішак · e4 чорний король · f4 чорний пішак · g4 білий пішак · d3 чорний слон · a2 чорний пішак · d2 білий пішак · e2 білий слон · g2 білий пішак · e1 білий ферзь · f1 білий король · g1 білий кінь | e8 біла тура · e7 білий слон · c6 білий кінь · d6 чорний пішак · f6 чорний слон · a5 біла тура · d5 білий пішак · h5 чорна тура · d4 чорний пішак · e4 чорний король · f4 чорний пішак · g4 білий пішак · d3 чорний слон · a2 чорний пішак · d2 білий пішак · e2 білий слон · g2 білий пішак · e1 білий ферзь · f1 білий король · g1 білий кінь | e8 біла тура · e7 білий слон · c6 білий кінь · d6 чорний пішак · f6 чорний слон · a5 біла тура · d5 білий пішак · h5 чорна тура · d4 чорний пішак · e4 чорний король · f4 чорний пішак · g4 білий пішак · d3 чорний слон · a2 чорний пішак · d2 білий пішак · e2 білий слон · g2 білий пішак · e1 білий ферзь · f1 білий король · g1 білий кінь | e8 біла тура · e7 білий слон · c6 білий кінь · d6 чорний пішак · f6 чорний слон · a5 біла тура · d5 білий пішак · h5 чорна тура · d4 чорний пішак · e4 чорний король · f4 чорний пішак · g4 білий пішак · d3 чорний слон · a2 чорний пішак · d2 білий пішак · e2 білий слон · g2 білий пішак · e1 білий ферзь · f1 білий король · g1 білий кінь | 2 |
| 1 | e8 біла тура · e7 білий слон · c6 білий кінь · d6 чорний пішак · f6 чорний слон · a5 біла тура · d5 білий пішак · h5 чорна тура · d4 чорний пішак · e4 чорний король · f4 чорний пішак · g4 білий пішак · d3 чорний слон · a2 чорний пішак · d2 білий пішак · e2 білий слон · g2 білий пішак · e1 білий ферзь · f1 білий король · g1 білий кінь | e8 біла тура · e7 білий слон · c6 білий кінь · d6 чорний пішак · f6 чорний слон · a5 біла тура · d5 білий пішак · h5 чорна тура · d4 чорний пішак · e4 чорний король · f4 чорний пішак · g4 білий пішак · d3 чорний слон · a2 чорний пішак · d2 білий пішак · e2 білий слон · g2 білий пішак · e1 білий ферзь · f1 білий король · g1 білий кінь | e8 біла тура · e7 білий слон · c6 білий кінь · d6 чорний пішак · f6 чорний слон · a5 біла тура · d5 білий пішак · h5 чорна тура · d4 чорний пішак · e4 чорний король · f4 чорний пішак · g4 білий пішак · d3 чорний слон · a2 чорний пішак · d2 білий пішак · e2 білий слон · g2 білий пішак · e1 білий ферзь · f1 білий король · g1 білий кінь | e8 біла тура · e7 білий слон · c6 білий кінь · d6 чорний пішак · f6 чорний слон · a5 біла тура · d5 білий пішак · h5 чорна тура · d4 чорний пішак · e4 чорний король · f4 чорний пішак · g4 білий пішак · d3 чорний слон · a2 чорний пішак · d2 білий пішак · e2 білий слон · g2 білий пішак · e1 білий ферзь · f1 білий король · g1 білий кінь | e8 біла тура · e7 білий слон · c6 білий кінь · d6 чорний пішак · f6 чорний слон · a5 біла тура · d5 білий пішак · h5 чорна тура · d4 чорний пішак · e4 чорний король · f4 чорний пішак · g4 білий пішак · d3 чорний слон · a2 чорний пішак · d2 білий пішак · e2 білий слон · g2 білий пішак · e1 білий ферзь · f1 білий король · g1 білий кінь | e8 біла тура · e7 білий слон · c6 білий кінь · d6 чорний пішак · f6 чорний слон · a5 біла тура · d5 білий пішак · h5 чорна тура · d4 чорний пішак · e4 чорний король · f4 чорний пішак · g4 білий пішак · d3 чорний слон · a2 чорний пішак · d2 білий пішак · e2 білий слон · g2 білий пішак · e1 білий ферзь · f1 білий король · g1 білий кінь | e8 біла тура · e7 білий слон · c6 білий кінь · d6 чорний пішак · f6 чорний слон · a5 біла тура · d5 білий пішак · h5 чорна тура · d4 чорний пішак · e4 чорний король · f4 чорний пішак · g4 білий пішак · d3 чорний слон · a2 чорний пішак · d2 білий пішак · e2 білий слон · g2 білий пішак · e1 білий ферзь · f1 білий король · g1 білий кінь | e8 біла тура · e7 білий слон · c6 білий кінь · d6 чорний пішак · f6 чорний слон · a5 біла тура · d5 білий пішак · h5 чорна тура · d4 чорний пішак · e4 чорний король · f4 чорний пішак · g4 білий пішак · d3 чорний слон · a2 чорний пішак · d2 білий пішак · e2 білий слон · g2 білий пішак · e1 білий ферзь · f1 білий король · g1 білий кінь | 1 |
|   | a | b | c | d | e | f | g | h |   |

FEN: 4R3/4B3/2Np1b2/R2P3r/3pkpP1/3b4/p2PB1P1/4QKN1
1. Sh3! ~ 2. Sf2#
1. ... Bh4 2. Bg5#
1. ... Bb5 2. Bc4#
В цій задачі проходить взаємне наслідування тактичних моментів — в першому варіанті чорні безпосередньо захищають поле, білі виключають туру, а в другому варіанті чорні виключають туру, білі безпосередньо захищають поле.